# سراج فيجيسا
سراج فيجيسا، هو وزير الدفاع الحالي في لإثيوبيا. وهو مسلم من قومية السيلت (شعب سيلت)، وهو عضو في الجبهة الشعبية الديمقراطية الإثيوبية الجنوبية، التي هي جزء من الائتلاف الحاكم، الجبهة الديمقراطية الثورية الشعبية الإثيوبية. ومنذ عام 2006 وحتى تعيينه كوزير للدفاع في 30 تشرين الأول / أكتوبر 2008، شغل سراج منصب وزير الشؤون الاتحادية. قبل تعيينه وزيرًا لدفاع.